# Shickshinny, Pennsylvania
Shickshinny, Pennsylvania (енгл. Shickshinny) град је у америчкој савезној држави Пенсилванија.

## Демографија
По попису из 2010. године број становника је 838, што је 121 (-12,6%) становника мање него 2000. године.
| Група             | 2000.       | 2010.       |
| Белци             | 949 (99,0%) | 820 (97,9%) |
| Афроамериканци    | 0 (0,0%)    | 1 (0,1%)    |
| Азијати           | 0 (0,0%)    | 0 (0,0%)    |
| Хиспаноамериканци | 1 (0,1%)    | 8 (1,0%)    |
| Укупно            | 959         | 838         |